# Caracallabogen (Tebessa)

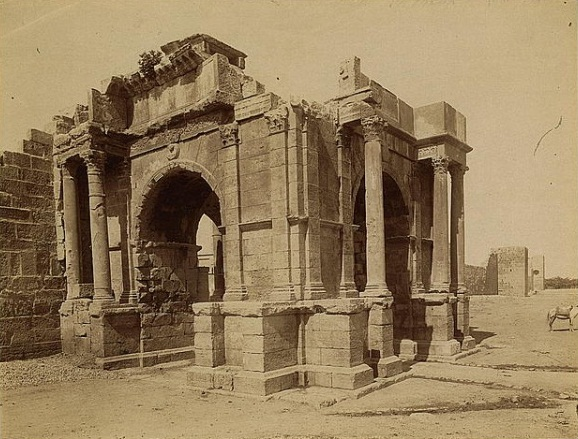
Caracallabogen in Tebessa

Der Caracallabogen im algerischen Tebessa, dem antiken Theveste, ist ein vierseitiger Quadrifrons, der als Ehrenbogen zwischen 211 und 214 zu Ehren des Kaisers Caracalla, seiner Mutter Julia Domna und seinem Vater Septimius Severus errichtet wurde.
Der Bogen wurde aus dem Erbe von Gaius Cornelius Egrilianus, einem aus Theveste stammenden Präfekten der Legio XIIII Gemina, für 250.000 Sesterzen gestiftet. In byzantinischer Zeit wurde der Bogen als Nordtor der neu errichteten Stadtmauer genutzt, wofür zwei Seiten seiner Durchgänge zugemauert wurden. 
Der Bogen hat bei einer Seitenlänge von 10,94 Metern einen quadratischen Grundriss und besitzt eine Höhe von 10,93 Metern von der Basis bis einschließlich des Gebälks. Er folgte also einem perfekt kubischen Entwurf.
Die Stirnseiten der Bogenpfeiler sind links und rechts der Durchgänge von je zwei Pilastern gerahmt. Den Pilastern korrespondieren jeweils Ädikulä ähnliche Säulenstellungen korinthischer Ordnung auf Einzelpostamenten, die mit den Bogenpfeilern einzeln verkröpft sind. Das auf den Säulen folgende Gebälk ist mit dem Gebälk des eigentlichen Bogens verkröpft. In die Frieszone dreier Seiten sind über den Bögen die Dedikationsinschriften an den bereits vergöttlichten Septimius Severus, an Julia Domna und an Caracalla angebracht. Eine Inschrift auf der vierten Friesseite ist aus byzantinischer Zeit. 
Über den Bogenscheiteln sind an drei Seiten Medaillons mit den Bildnissen von Göttern angebracht, auf der vierten Seite fehlt ein entsprechendes Element. An den Wänden des Durchgangs befindet sich die Inschrift des Stifters. 
Oberhalb der Durchgänge standen auf dem Gebälk vier Ädikulä, die vermutlich die Statuen der bekannten Geehrten sowie die Statue des später mit der damnatio memoriae gestraften Bruders Caracallas, Geta, bargen. Wie der Bogen gedeckt war, ist ungewiss. Zu denken ist an eine oktogonale Konstruktion oder an eine Kuppel.